# Lagitupu Tuilimu
Lagitupu Tuilimu is een politicus van de Pacifische eilandenstaat Tuvalu. Hij was waarnemend regeringsleider van Tuvalu voor de periode van 8 december 2000 tot 24 februari 2001.

## Loopbaan
Hij werd vicepresident en minister van Financiën in 1999, onder president Ionatana Ionatana. Tuilimu verving Ionatana op 8 december 2000 tot de verkiezingen van 24 februari 2001, waarbij Faimalaga Luka als nieuwe minister-president werd verkozen.

## Vicepremierschap
Tuilimu is de enige vicepremier van Tuvalu geweest die ook daadwerkelijk de minister-president heeft moeten vervangen tijdens zijn ambt, omdat voornoemde zijn termijn niet had kunnen afmaken in verband met ziekte, dood of anderzijds.
Toaripi Lauti · Tomasi Puapua · Bikenibeu Paeniu · Kamuta Latasi · Ionatana Ionatana · Lagitupu Tuilimu · Faimalaga Luka · Koloa Talake · Saufatu Sopoanga · Maatia Toafa · Apisai Ielemia · Maatia Toafa · Willy Telavi · Enele Sopoaga · Kausea Natano · Feleti Teo